# Puig de Sant Marc
El Puig de Sant Marc és una muntanya de 1.327 metres que es troba entre els municipis d'Albanyà, a la comarca de l'Alt Empordà i de Montagut i Oix, a la comarca catalana de la Garrotxa.